# Chikezie
Chikezie Ndubuisi Eze (Inglewood, California, 11 de septiembre de 1985) es un cantante estadounidense, conocido por su participación en la séptima temporada de American Idol, en la cual terminó en el décimo lugar.

## Biografía
Nació en Inglewood, California, hijo de inmigrantes nigerianos Richard Eze y Chika Emerueh Eze. Él tiene un hermano menor, Obinna y una hermana mayor, Odochi. Comenzó a cantar cuando tenía 13 años de edad. Antes de audicionar para American Idol, trabajo en Transportation Security Administration y como cajero. Se pasó el año académico 2004-2005 en el Bethel College, North Newton, Kansas. También estudió canto en la Universidad de Santa Mónica en Santa Mónica, California.

## American Idol
El hizo la audición para la séptima temporada de American Idol en el Qualcomm Stadium de San Diego en julio de 2007. Terminó en el puesto diez en la temporada 7 la competencia.

## Vida personal
Chikezie fue detenido el 25 de febrero de 2010 en el Neiman Marcus en Beverly Hills, acusado de robo de identidad. Afirmó que era la primera vez que utiliza esa tarjeta.
Chikezie se casó con su novia Linda Iruke el 10 de julio de 2011 en su ciudad natal de Inglewood, California.